# Yabous
Yabous è un comune dell'Algeria, situato nella provincia di Khenchela.